# Kościół Najświętszego Serca Pana Jezusa w Szczawie (nowy)
Kościół Najświętszego Serca Pana Jezusa w Szczawie – rzymskokatolicki kościół parafialny znajdujący się w miejscowości Szczawa w powiecie limanowskim województwa małopolskiego. Kościół stoi obok starszej świątyni drewnianej.

## Historia
Inicjatorem budowy nowego kościoła dla parafii w Szczawie był ówczesny proboszcz ks. Edward Fąfara, zaś jego dzieło kontynuował kolejny proboszcz, ks. Zygmunt Warzecha. Wybrano do realizacji projekt Juliana Klimka. Budowę zakończono w 2000 roku, choć wciąż trwają prace nad ozdobieniem wnętrza. 26 czerwca 2022 biskup tarnowski Andrzej Jeż dokonał konsekracji świątyni.

## Architektura
Jest to kościół jednonawowy, z dwuspadowym blaszanym dachem, na którym umieszczono niewielką wieżyczkę na sygnaturkę.
Do budynku głównego przylega wysoka wieża wieloboczna, zakończona kopułą.

## Wnętrze
Do środka prowadzi troje drzwi, nad którymi umieszczono rzeźbę Chrystus Frasobliwy.
Wnętrze kościoła to jedna nawa (przedzielona dwiema kolumnadami, które podtrzymują strop), prowadząca do prezbiterium, nad którym znajduje się obniżony strop. Nad wejściem do prezbiterium wisi drewniana rzeźba Ukrzyżowany.
Wnętrze rozświetla wiele okien, z których część zdobią witraże zaprojektowane przez Bolesława Szpechta, przedstawiające postacie świętych i Sakramenty.
Ołtarz głównyJest bardzo prosty. Jego główną ozdobą jest duże tabernakulum w kształcie krzyża na barwnym witrażu, będące darem nuncjusza apostolskiego. Nad nim wisi obraz Ecce Homo.

### Wyposażenie
Znaczna część wyposażenia kościoła wykonana została z drewna, co znacznie ociepla świątynię. Na uwagę zasługują zwłaszcza:
- stacje drogi krzyżowej – wykonane z drewna i metalu;
- misternie rzeźbiona chrzcielnica, przeniesiona ze starej świątyni;
- konfesjonał z oryginalnie zdobionym wykończeniem.